# Іщенко Василь Дмитрович
Васи́ль Дми́трович І́щенко (* 1999) — солдат Збройних сил України, учасник російсько-української війни.

## З життєпису
Проживає в селі Шевченка Великомочульської сільської ради.
З 2019 року проходив військову службу за контрактом — у 131-му окремому розвідувальному батальйоні.
10 березня 2020-го вранці біля села Піски Донецької області терористи обстріляли із протитанкового комплексу автомобіль ГАЗ-66, у якому пересувалися 9 українських воїнів. Внаслідок обстрілу загинули Андрій Ведешин і Віктор Солтис, семеро, в тому числі і Василь, зазнали важких поранень, іще один — бойового травмування.
Перебував у стані медичної коми у Дніпропетровській обласній клінічній лікарні ім. І. І. Мечникова. Йому ампутували ногу, намагалися врятувати руку; зазнав важких опіків частини голови та тіла. Волонтери зібрали гроші на операцію. Лікарям надзвичайними зусиллями вдалося врятувати життя Василя.
Пораненого воїна доглядають мама Оксана Іщенко і батько.

## Нагороди та вшанування
- Указом Президента України № 196/2020 від 12 квітня 2020 року за «особисту мужність і самовіддані дії, виявлені у захист державного суверенітету та територіальної цілісності України» нагороджений медаллю «Захиснику Вітчизни»[1]
- відзнака командувача військ Оперативного командування Схід.